# Katja Ebstein
Katja Ebstein (Girlachsdorf, Silezië, 9 maart 1945) is een Duitse zangeres en actrice. Haar echte naam is Karin Witkiewicz
Ebstein is vooral bekend van het Eurovisiesongfestival. In 1970 won ze Ein Lied für Amsterdam en mocht ze West-Duitsland voor de eerste maal vertegenwoordigen. Wunder gibt es immer wieder werd derde, het beste resultaat voor het land tot dan toe. Het lied werd ook een hit in verscheidene landen. Een jaar later vond ze de tijd rijp om opnieuw een gooi te doen naar de eeuwige roem; met Diese Welt won ze eerst Ein Lied für Dublin en vervolgens werd ze opnieuw derde, waarmee ze haar vorige prestatie evenaarde.
Tien jaar na haar eerste deelname nam ze met Theater deel aan Ein Lied für Den Haag dat ze won en ze mocht nu voor de derde keer haar land vertegenwoordigen. De Ier Johnny Logan won dat jaar met het nummer What's Another Year. De Duitsers bleven wederom met lege handen achter, maar Ebstein verbeterde wel haar eigen prestatie met haar tweede plaats.

## Hits in Duitsland
- 1970 - Wunder gibt es immer wieder
- 1970 - Und wenn ein neuer Tag erwacht
- 1971 - Diese Welt
- 1971 - Ein kleines Lied vom Frieden
- 1973 - Der Stern von Mykonos
- 1973 - Ein Indio Junge aus Peru
- 1974 - Athena
- 1974 - Es war einmal ein Jäger
- 1975 - Die Hälfte seines Lebens
- 1975 - Ich Liebe dich
- 1976 - Aus Liebe weint man nicht
- 1976 - In Petersburg ist Pferdemarkt
- 1979 - Es müssen keine Rosen sein
- 1980 - Abschied ist ein Bisschen wie Sterben
- 1980 - Theater
- 1980 - Dann heirat’ doch dein Büro

## Externe link

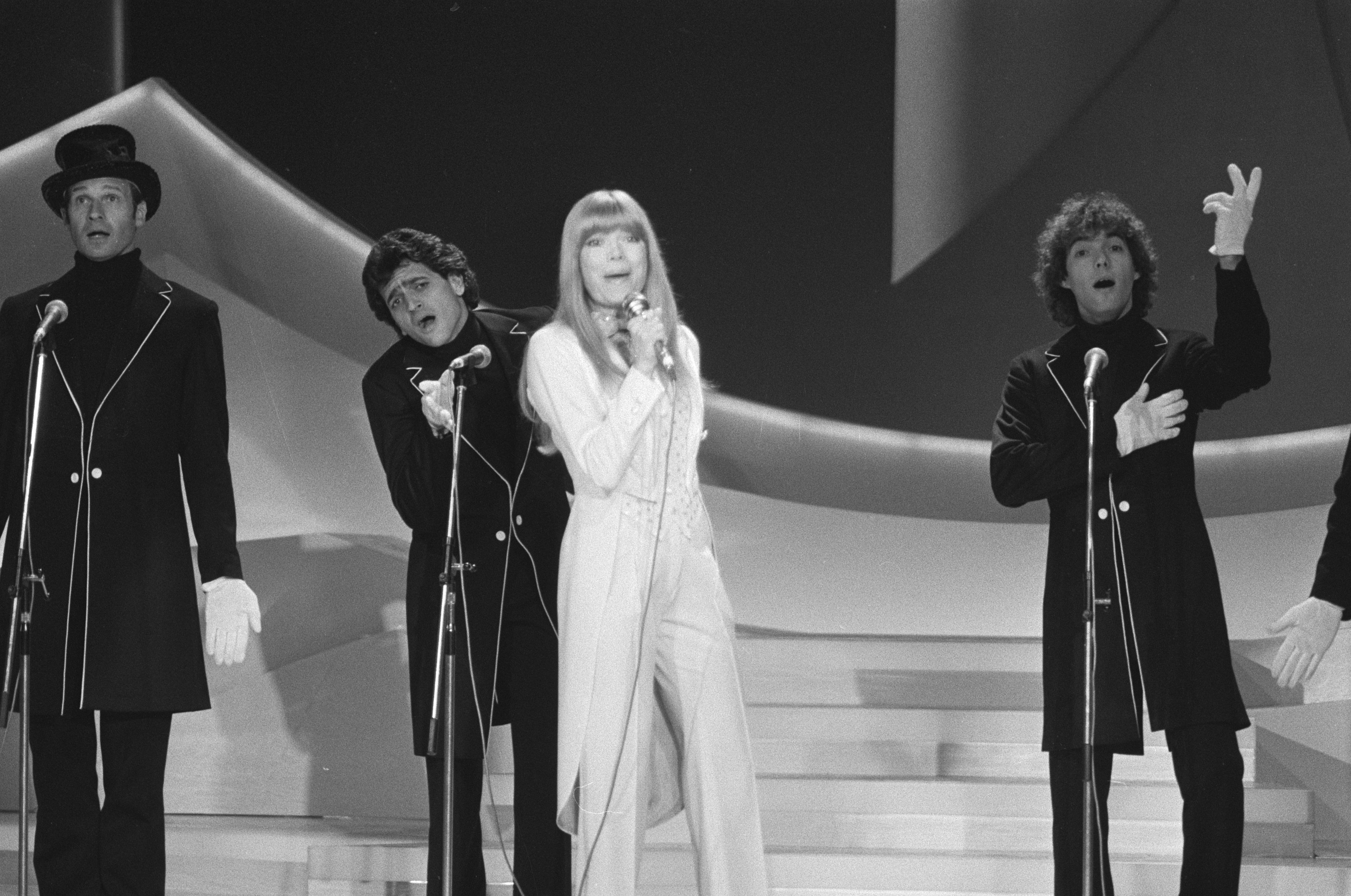
Katja Ebstein tijdens repetities voor het Eurovisiesongfestival 1980